# Josef Herzig
Josef Herzig (25 tháng 9 năm 1853 – 4 tháng 7 năm 1924) là nhà hóa học người Áo đã đoạt giải Lieben năm 1902.
Herzig sinh tại Sanok, Galicia, thời đó là thành phần của Đế quốc Áo-Hung. Herzig học tiểu và trung học ở Wrocław tới năm 1874, sau đó vào học hóa học ở Đại học Wien, nhưng đến học kỳ thứ hai thì theo học August Wilhelm von Hofmann ở Đại học Berlin. Ông làm việc với Robert Bunsen ở Đại học Heidelberg, sau đó làm việc với Ludwig Barth ở Đại học Wien và đậu bằng tiến sĩ. Ông làm giảng viên và năm 1897, trở thành giáo sư ở Đại học Wien. Ông từ trần năm 1924 tại Viên.

## Công trình
Herzig nghiên cứu hóa học của các sản phẩm thiên nhiên và đã thành công trong việc xác định cấu trúc của quercetin, flavonoid, fisetin và rhamnetin cũng như nhiều ancaloit khác.

## Giải thưởng
Herzig đoạt giải Lieben năm 1902.